# Badminton bei den Juegos Bolivarianos 2009
Bei den Juegos Bolivarianos 2009 wurden vom 18. bis zum 22. November 2009 sechs Badmintonwettbewerbe ausgetragen. Austragungsort war der Club de Regatas Lima in Lima, Peru.

## Sieger und Platzierte
| Disziplin    | Gold | Silber | Bronze |
| ------------ | --- | --- | --- |
| Herreneinzel | Antonio de Vinatea | Mario Cuba                                                                                                | Martín del Valle |
| Herreneinzel | Antonio de Vinatea | Mario Cuba                                                                                                | Sebastián Terán |
| Dameneinzel  | Claudia Rivero | Katherine Winder                                                                                          | Alejandra Monteverde |
| Dameneinzel  | Claudia Rivero | Katherine Winder                                                                                          | Ingrid Paola Borja |
| Herrendoppel | Mario Cuba Bruno Monteverde | Antonio de Vinatea Martín del Valle                                                                       | Luis Camacho Kisbel Matute |
| Herrendoppel | Mario Cuba Bruno Monteverde | Antonio de Vinatea Martín del Valle                                                                       | Sebastián Terán Santiago Zambrano |
| Damendoppel  | Katherine Winder Alejandra Monteverde | Claudia Rivero Cristina Aicardi                                                                           | Jacqueline Bellorín Evelyn Quintero |
| Damendoppel  | Katherine Winder Alejandra Monteverde | Claudia Rivero Cristina Aicardi                                                                           | Ana María Arce María Laura Arce |
| Mixed        | Antonio de Vinatea Claudia Rivero | Mario Cuba Katherine Winder                                                                               | Santiago Zambrano María Laura Arce |
| Mixed        | Antonio de Vinatea Claudia Rivero | Mario Cuba Katherine Winder                                                                               | Sebastián Terán Ana María Arce |
| Mannschaft   | Peru Claudia Rivero Cristina Aicardi Alejandra Monteverde Katherine Winder Antonio de Vinatea Martín del Valle Bruno Monteverde Mario Cuba | Ecuador Sebastián Terán Santiago Zambrano María Laura Arce Ana María Arce Ingrid Paola Borja Denisse Mera | Venezuela Luis Camacho Jacqueline Bellorín Evelyn Quintero Kisbel Matute Leidy Tovar Dhayisbel Torrealba Tarek El Hinaoui Leonardo Uzcategui |